# آناهیت گابریلیان
آناهید گابریلیان (ارمنی: Անահիտ Գաբրիելյան؛ انگلیسی: Anahit Gabrielyan؛ ۵ مارس ۱۹۸۳) یک بازیگر اهل ارمنستان است. وی از سال میلادی تاکنون مشغول فعالیت بوده است.

## زندگی‌نامه
وی در ۵ مارس ۱۹۸۳ در ایروان به دنیا آمد و از انستیتو دولتی سینما و تئاتر ایروان فارغ‌التحصیل شد. 